# Barrydale
Barrydale este un oraș din provincia Western Cape, Africa de Sud.